# The Dixie Reelers
Die Dixie Reelers waren eine US-amerikanische Old-Time-Gruppe aus South Carolina.

## Geschichte
Der Musiker Riley Shepard arbeitete 1935 bei WIS in Columbia, South Carolina, wo er auf Daddy John Love, Ollie Bunn und Clarence Todd traf. Zusammen gründete er mit ihnen eine Band, die sich die Dixie Reelers nannte. Die Gruppe war jeden Mittag über WIS zu hören und war in der Region sehr beliebt.
1936 hielten die Dixie Reelers ihre erste Session für Bluebird Records ab. Unter den eingespielten Titeln befanden sich beispielsweise Answer to Maple on the Hill #2 oder I’ve Got to Walk that Lonesome Valley. Insgesamt fiel die Songauswahl auf Gospel-Songs und religiöse Lieder, die die Dixie Reelers weniger in ihren Radioshows spielten. Die Besetzung entsprach der einer traditionellen Stringband und vermittelte einen Klang wie aus den 1920er-Jahren.
Die Mitglieder verfolgten mehr oder weniger auch Solokarrieren und spielten in Bands von Wade Mainer und J.E. Mainer, sodass die Gruppe auseinanderbrach. Riley Shepard zog später nach Chicago und hatte eine ausgedehnte Karriere als Country-Musiker. Ende der 1940er-Jahre gab es eine gleichnamige Gruppe, die aber nichts mit den Dixie Reelers aus South Carolina zu tun hatte. Document Records veröffentlichte auf einer Dixon-Brothers-CD die Dixie-Reelers-Aufnahmen erneut.

## Diskografie
Aufnahmen wurden bei Montgomery Ward sowie bei Bluebird Records veröffentlicht.
| Jahr            | Titel                                                                  | #      | Anmerkungen |
| --------------- | ---------------------------------------------------------------------- | ------ | ----------- |
| Montgomery Ward |                                                                        |        |             |
| 1936            | What a Friend We Have in Mother / My Broken Is Broken for You          | M-5030 |             |
| 1936            | I’ve Got to Walk that Lonesome Valley / Answer to Maple on the Hill #2 | M-7099 |             |
|                 | Do You Want to See Mother Again? / I Shall Not Be Moved                | M-7100 |             |
|                 | Father, Dear Father / Walkin’ In My Sleep                              | M-7101 |             |